# Caregue
Caregue es una localidad perteneciente al municipio de Rialp, en la provincia de Lérida, comunidad autónoma de Cataluña, España.

## Historia
Hacia mediados del siglo XIX, el lugar, por entonces con ayuntamiento propio, tenía contabilizada una población de 142 habitantes. Aparece descrito en el quinto volumen del Diccionario geográfico-estadístico-histórico de España y sus posesiones de Ultramar de Pascual Madoz de la siguiente manera:

CAREGUE: l. con ayunt. en la prov. de Lérida (30 horas), part. jud. de Sort (3), aud. terr. y c. g. de Cataluña (Barcelona 48), dióc de Seo de Urgel (12): sit. en la pendiente de una montaña muy alta con esposicion al S.; le combaten perfectamente todos los vientos, y el clima es frio: las enfermedades mas comunes son las inflamaciones y pulmonias. Tiene 18 casas y una fuente de agua muy fuerte; la igl. parr. (San Martin), está servida por un cura párroco de provision ordinaria en concurso general y 2 beneficiados de sangre; pero tiene por anejo el l. de Escás. Confina el térm. N. con Espot (3 horas); E. Escás (á 1/2); S. Sorre (1/4), y O. Llesuy (á 1): se encuentran en él algunas fuentes de aguas naturales muy fuertes; y á 2 horas hácia la parte N. en la cresta de una montaña, se halla una ermita llamada la virgen de la Montaña: á dist. de 3 horas nacen 2 riah. llamados Barasti el uno, y el otro que lleva el nombre de la Virgen citada: ambos bajan por la der. é izq. del pueblo, hasta un poco mas abajo de este, donde se juntan; y sus aguas se reúnen al Noguera, Pallaresa en las inmediaciones de Rialp. El terreno es montuoso, flojo y pedregoso, y en su parte N. se hallan algunos montes poblados de pinos: los caminos son locales y malos; y la correspondencia la reciben los mismos interesados, ó mandan un espreso los jueves y domingos de cada semana. prod.: centeno, heno, patatas y judias, la mayor cosecha es la del centeno: cria ganado lanar y vacuno, siendo preferido el primero, y hay caza de conejos, perdices y liebres. pobl.: 24 vec, 142 alm. cap. imp. 34,597 rs. contr.: el 14'28 por 100 de esta riqueza. presupuesto municipal 300 rs. que se cubren por reparto vecinal.
(Madoz, 1846, p. 560)

En 2023, la entidad singular de población de Caregue tenía empadronados 13 habitantes, todos ellos en el núcleo de población de ese nombre.